# Sphaceloma mattiroloanum
Sphaceloma mattiroloanum är en svampart som först beskrevs av Sacc. & D. Sacc., och fick sitt nu gällande namn av Jenkins 1937. Sphaceloma mattiroloanum ingår i släktet Sphaceloma och familjen Elsinoaceae.   Inga underarter finns listade i Catalogue of Life.